# Residência da família Almeida Prado
A antiga residência da família Almeida Prado é um sobrado histórico onde está instalado o Museu Republicano de Itu, além de ter sido sede da Convenção Republicana de Itu no dia 18 de abril de 1873.

## História
O sobrado foi construído nas décadas iniciais do século XIX (por volta de 1850) a fim de ser a residência da Família Almeida Prado, pelo fazendeiro Francisco de Almeida Prado. Ao falecer, a propriedade passou para sua segunda esposa, Ana Joaquina Vasconcelos Noronha que por sua vez, em seu inventário destinou a casa ao seu filho Carlos Vasconcelos de Almeida Prado.
Logo que tomou posse do imóvel, realizou uma grande reforma em 1867, datando dessa época sua fachada azulejada. Poucos anos depois, o local serviu de sede para a Convenção Republicana de Itu, mais precisamente no dia 18 de abril de 1873, reunindo os cento e trinta e três republicanos com o intuito de organizar o movimento republicano na então província de São Paulo. Compareceram à reunião, mais tarde chamada convenção, observadores do Rio de Janeiro e representantes de dezesseis municípios, entre eles Jaú, Campinas, São Paulo, Botucatu, Sorocaba, entre outros.
Américo Brasiliense desempenhou a função de secretário nesta reunião, tendo mais tarde, em 1891, manifestado a importância histórica dela, quando então ocupava o cargo de presidente do Estado de São Paulo. Os republicanos paulistas passaram a demonstrar interesse na preservação da casa e para comemorar o cinquentenário da Convenção, decidiram criar o Museu Republicano nesta residência. O governo estadual investiu quarenta contos de réis na incorporação do imóvel, além de oitenta contos de réis na reforma e adaptação da residência. O historiador Afonso d'Escragnolle Taunay ficou encarregado de supervisionar a intervenção de adaptação dos espaços internos do sobrado ao programa do museu.
A abertura do museu foi realizada na data do cinquentenário da convenção apesar da exposição do museu não estar completa. O acervo começou a ser ampliado após a inauguração, através de compras e doações dos familiares dos convencionais de 1873. Uma das primeiras aquisições foi o mobiliário indicado por Olímpia Augusta da Fonseca Almeida Prado, viúva de Carlos Vasconcelos de Almeida Prado.
A azulejaria interna foi criada e instalada no Saguão de Entrada do Museu na década de 1940, contendo cenas representadas em seus painéis formando uma narrativa da história de Itu entrelaçada a momentos-chave da história nacional.